# ملانوروسور
ملانوروسور (نام علمی: Melanorosaurus) نام یک سرده از راسته خزنده‌کفلان است.